# Барятинский, Пётр Иванович
Пётр Иванович Барятинский —  опричник, стольник, голова, воевода и наместник во времена правления Ивана IV Васильевича Грозного, Фёдора Ивановича и Бориса Годунова.

## Биография
Записан по Кашире в Дворовой тетради (1550). Числился по Каширскому дворовому списку с поместным окладом 600 четвертей (1556). Подписался в поручной записи по тем боярам, которые ручались за князя Ивана Дмитриевича Бельского (20 марта 1562). Подписался в поручной записи по тем боярам, которые ручались за князя Александра Ивановича Воротынского (апрель 1563). Подписался в числе дворян и детей боярских на приговорной грамоте об отказе в перемирии с польским королём (01 июля 1566).

## Служба в опричнине
В опричнину вошел не ранее (июль 1566), так как тогда ещё подписал грамоту Земского собора (28 июня — 2 июля 1566) о Ливонской войне в качестве дворянина второй статьи, и не позднее (декабря 1569) так как он принял участие в новгородском походе опричного войска (1569—1570). Воевода Большого полка против литовцев, обманом взявших Изборск (1569). При походе на крымского хана из Александровой слободы, был головою у знамени Царевича (сентябрь 1570). Подписался на поручной записи бояр, ручавшихся за князя Ивана Фёдоровича Мстиславского (1571). В опричнине служил с младшим братом Семёном Ивановичем и родственниками Михаилом Фёдоровичем и Фёдором Фёдоровичем Барятинскими.
При обысках запустевших дворов в Ладоге (май 1572 и апрель 1573) сообщали, что «иные вымерли после государьского разгрому лета 7070 осьмого, как был князь Петр Иванович Борятинский». В походе на Девлет-Гирея был головою в опричных войсках (сентябрь 1570). После сожжения Москвы Девлет-Гиреем князю Петру Ивановичу вместе с М. А. Безниным поручается отстраивать городские укрепления.

## Дальнейшая служба
Дворянин и наместник Пронский, участвовал вторым лицом в посольстве, посланном на реку Сестру, для встречи и переговоров с шведским уполномоченным, о перемирии (июль 1575). Воевода в Туле (1576). Один из войсковых голов при защите Псковской земли от войск Стефана Батория (1580). Первым воеводой в Холме, при нападении и взятии литовцами Холма попал в плен (1580—1581), Стольник, послан в Пронск, Михайлов и Ряжск смотреть ратных людей по полкам (1587). Воевода в Михайлове (1587). Второй воевода Передового полка "по вестям, как приходили немецкие люди воевать Новгородские места" (1590). Местничал с князем Владимиром Тимофеевичем Долгоруковым и даже с Фёдором Васильевичем Шереметьевым, за что был назначен ехать в Сибирь. Отсидел 3 дня в тюрьме, а на службу в Сибирь не поехал (1590). Строитель крепости в Сургуте (1595). Подписался в грамоте избрания на царство Бориса Годунова (01 августа 1598).

## Семья
Младший брат — князь Семён Иванович, рында с рогатиной у царевича Ивана Ивановича (лето 1571, весна 1572, сентябрь 1572-январь 1573).
Отец пятерых детей, ставших активными участниками гражданской войны в Смутное время, причем на разных сторонах: Фёдор Борец, Яков, Иван, Михаил и Никита Петровичи князья Борятинские. Кн. Яков Петрович (?-1610) был одним из «прямых» героев эпохи Смуты, талантливым сподвижником кн. Михаила Скопина-Шуйского (1586—1610), а его старший брат князь Фёдор Петрович стал тушинским боярином и воеводой самозванца в Ярославле. Третий брат — кн. Михаил Петрович оставался на стороне Василия Шуйского, и во время московского «осадного сидения» (1608—1610) находился в столице.